# Stefania Zarembska

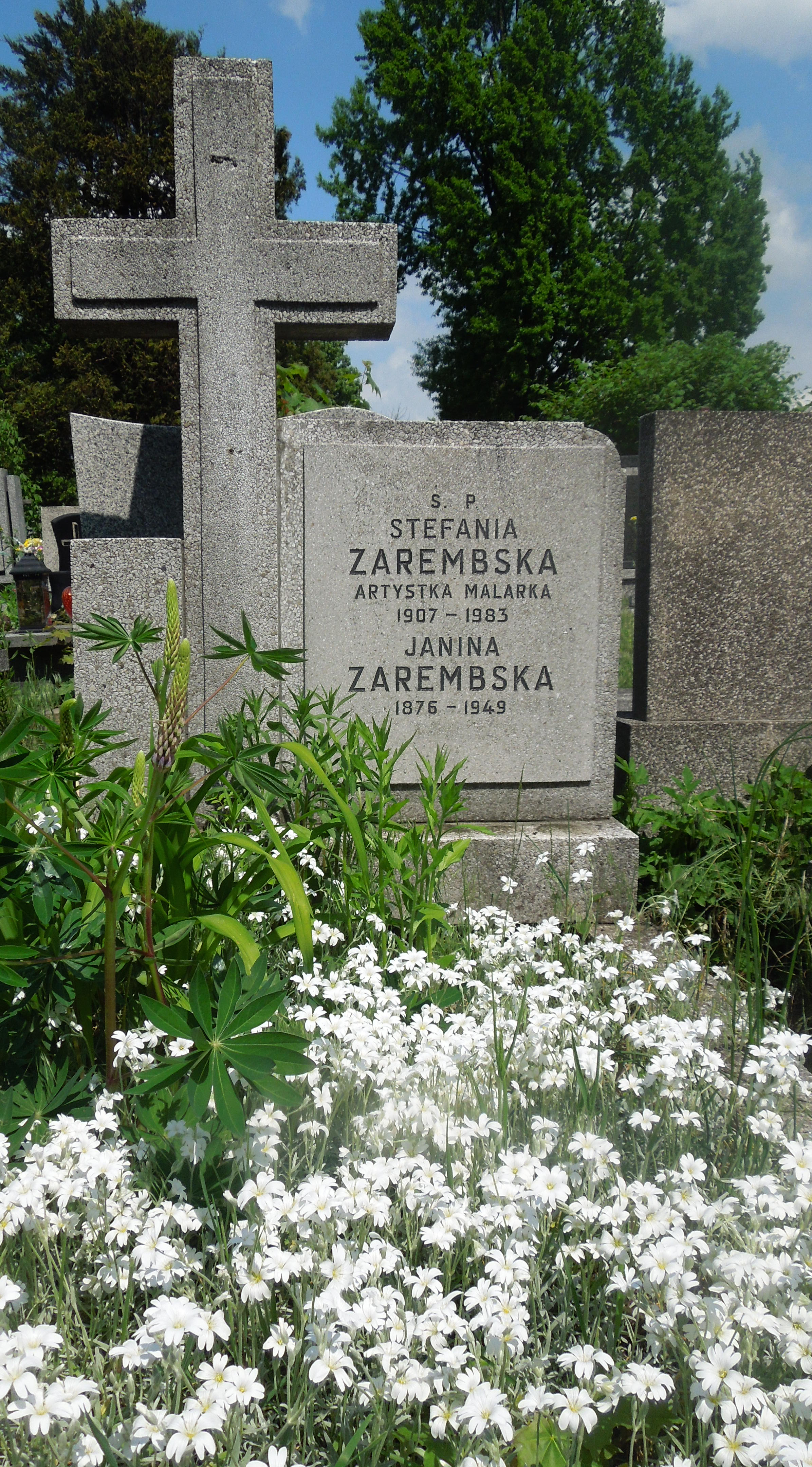
Grób Stefanii Zarembskiej i jej matki

Stefania Zarembska (ur. 17 października 1907 w Porębie Zawierciu, zm. 8 sierpnia 1983 w Łodzi) – polska malarka.

## Życiorys
Była samoukiem. Po raz pierwszy zaprezentowała swój obraz, autoportret, w roku 1924 na corocznej wystawie warszawskiego Towarzystwa Zachęty Sztuk Pięknych. Pięć lat później została członkiem rzeczywistym tej organizacji. Regularnie przedstawiała swoje prace na salonach Towarzystwa Przyjaciół Sztuk Pięknych w Krakowie. W roku 1934 we Lwowie zaprezentowała kolekcję 24 płócien. Aż 56 jej obrazów uległo zniszczeniu w trakcie działań wojennych w roku 1944. W roku 1945 zamieszkała w Łodzi. Brała udział w licznych wystawach ogólnopolskich (Warszawski Salon Wiosenny, I i II Okręgowa Wystawa Plastyki, Wystawa na XV-lecie PRL, Wystawa na XX-lecie PRL, Wystawa Plastyki Marynistycznej, Festiwal Malarstwa Współczesnego w Szczecinie). Była członkiem grupy „Zachęta”. Pokazywała swoje prace także w ZSRR i NRD. W roku 1968 odbyła się retrospektywna wystawa jej twórczości.
Zdaniem krytyków dorobek Stefanii Zarembskiej mieści się w kręgu XIX-wiecznego realizmu i nie uwzględnia gwałtownych przemian, jakie zaszły w sztuce XX wieku. Jedynie rozjaśniona gama barwna wielu jej obrazów wskazuje na powiązania z impresjonizmem. Malarka nieustannie doskonaliła swój warsztat, by wiernie odwzorować przedmioty i wydobyć prawdę psychologiczną modeli. Stosowała na ogół perspektywę linearną, a w pejzażach uwzględniała koloryt lokalny. Chętnie malowała martwe natury na tle draperii, niekiedy z otwartym oknem w tle (Dary jesieni, Owoce i róże). Szczególnie ceniono jej słoneczne pejzaże (Jasna Góra z mego balkonu) oraz portrety i figuralne sceny rodzajowe utrzymane w klimacie pogodnej zadumy (Sanatorium w Wieńcu, Portret matki). Na obrazach Zarembskiej często pojawia się postać starej kobiety troszczącej się o kwiaty, czytającej lub odpoczywającej w parku (Badanie oleandra – czy będzie kwitł?).
Prace Stefanii Zarembskiej znajdują się między innymi w zbiorach Muzeum Narodowego w Warszawie (Łódź – dachy) oraz w kolekcjach prywatnych.